# マルティ・マロイ
マルティ・マロイ（Marti Malloy 1986年6月23日- ）は、アメリカ合衆国のオークハーバー出身の柔道選手。階級は57kg級。身長160cm。3段。

## 人物
6歳の時に柔道を始める。北京オリンピックの70kg級で3位になり、その後転向した総合格闘技でも有名になったロンダ・ラウジーとは同じ年で、子供の頃は同じ階級だったことから何度となく試合をしていたが、たいていはラウジーが勝っていたという。2011年の世界選手権57kg級では準決勝まで進むも、ブラジルのラファエラ・シルバに敗れると、3位決定戦でもルーマニアのコリーナ・カプリオリウと対戦し敗れて5位にとどまった。2012年にはグランドスラム・パリで3位となった。さらにロンドンオリンピックでは、初戦で優勝候補の一角であったポルトガルのテルマ・モンテイロを破るなどして準決勝まで進むも再びカプリオリウに敗れるが、3位決定戦では北京オリンピック金メダリストのイタリアのジュリア・クインタバレに一本勝ちして銅メダルを獲得した。2013年の世界選手権では決勝で地元ブラジルのシルバに開始早々に一本負けして2位にとどまった。2014年の世界選手権では2回戦で日本の松本薫を腕挫十字固で破るも、3回戦でモンテイロに指導2で敗れた。2015年のパンアメリカン競技大会では優勝を飾っている。世界選手権では5位に終わった。2016年のリオデジャネイロオリンピックでは初戦で台湾の連珍羚に指導2で敗れた。

## 主な戦績
- 2010年 - ベルギー国際柔道大会　優勝
- 2010年 - パンナム選手権　2位
- 2010年 - ワールドカップ・サンパウロ　3位
- 2010年 - ワールドカップ・マルガリータ島　2位
- 2010年 - ワールドカップ・サンサルバドル　優勝
- 2010年 - ワールドカップ・マイアミ　優勝
- 2010年 - グランプリ・アブダビ　5位
- 2011年 - ワールドカップ・オーバーヴァルト　5位
- 2011年 - パンナム選手権　2位
- 2011年 - グランドスラム・モスクワ　5位
- 2011年 - ワールドカップ・マイアミ　優勝
- 2011年 - ワールドカップ・マルガリータ島　3位
- 2011年 - ワールドカップ・サンサルバドル　2位
- 2011年 - 世界選手権　5位
- 2011年 - グランプリ・アブダビ　5位
- 2011年 - グランプリ・青島　5位
- 2012年 - グランドスラム・パリ　3位
- 2012年 -　ロンドンオリンピック　3位
- 2013年 - パンナム選手権　2位
- 2013年 -　グランプリ・マイアミ　優勝
- 2013年 - 世界選手権　2位
- 2013年 -　グランドスラム・東京 2位
- 2014年 - パンナム選手権　優勝
- 2014年 -　パンナムオープン・マイアミ　優勝
- 2015年 - パンナム選手権　優勝
- 2015年 -　グランプリ・ザグレブ　3位
- 2015年 -　グランプリ・ブダペスト　3位
- 2015年 - パンアメリカン競技大会　優勝
- 2015年 - 世界選手権 5位
- 2016年 -　グランプリ・ハバナ　優勝
- 2016年 -　グランドスラム・パリ　3位
- 2016年 - パンナム選手権　優勝
- 2016年 -　ワールドマスターズ　7位
- 2016年 - グランプリ・ブダペスト　3位
- 2016年 -　グランドスラム・東京 7位
- 2017年 -　ヨーロッパオープン・オーバーヴァルト　3位
- 2017年 - パンナム選手権　3位
- 2017年 - グランプリ・カンクン　優勝

(出典、JudoInside.com)。